# Diana Miloslavich
Diana Miloslavich, née à Huancayo (Pérou) est une écrivaine, militante féministe, et femme politique. Elle est ministre de la Femme et des Populations vulnérables depuis le 8 février 2022.
Pendant plus de trente ans, elle est coordinatrice du programme de participation politique du Centre des femmes péruviennes Flora Tristán (es), organisation féministe qui tire son nom de la féministe française Flora Tristan.

## Biographie
Diana Miloslavich est née à Huancayo. Elle est diplômée de l'école de littérature à l'Université nationale principale de San Marcos, et obtient une maîtrise en littérature péruvienne et latino-américaine et un doctorat en sciences sociales à la même université quelques années plus tard.
Lors de son engagement au Centre des femmes péruviennes Flora Tristán (es), elle rencontre la militante sociale et féministe María Elena Moyano, icône opposée au Sentier lumineux.
Elle a été porte-parole de la campagne « Nous sommes la moitié, nous voulons la parité sans harcèlement » (en espagnol: Somos la Mitad queremos Paridad sin acoso). Elle milite en faveur de diverses initiatives juridiques et politiques de la société civile liées à la prévention et à la répression des violences de genre, du harcèlement politique et de la lutte pour la démocratie paritaire.
Le 8 février 2022, elle est nommée ministre de la Femme et des Populations vulnérables dans le quatrième gouvernement de Pedro Castillo. Elle prête serment en déclarant « Je jure pour les droits des femmes dans leurs diversités et pour leurs 25 ans de lutte au Ministère de la Femme ». 

## Publications
- « Maria Elena Moyano. Perú, en busca de una esperanza », 1992
- « Literatura de Mujeres, Una mirada desde el feminismo », 2012
- « Feminismo y Sufragio 1933-1956 », 2015
- « El Acoso Político en el Perú: Una mirada de los procesos electorales », 2016
- « Flora Tristán: Peregrinaciones de una paria en el Perú », 2019
- « Genero, Paridad y Gestión de Riesgo de desastres », 2019